# Валлиснерия гигантская
Валлисне́рия гига́нтская (лат. Vallisnéria gigantea) — водное растение рода Валлиснерия семейства Водокрасовые.

## Описание
Корневище ползучее. Листья лилейные, собранные в розетку, длиной до 1 метра, по краям кверху мелкопильчатые, на конце тупые. Растение двудомно, на одом растении образуются цветки только одного пола. Распространена на островах Юго-Восточной Азии.

## Культивирование
При содержании в аквариуме растение неприхотливо, однако из-за больших размеров может содержаться только в аквариумах достаточно большого объёма. Оптимальная температура составляет 20—26 °C, её снижение нежелательно. К химическому составу воды нечувствительна, но лучше всего растёт в мягкой (не более 8 немецких градусов) слабокислой воде. Подмена воды не обязательна. Необходимо яркое верхнее освещение и боковая подсветка, так как листья гигантской валлиснерии сильно затеняют находящиеся ниже растения. Световой день — не меньше 12 часов. Грунт необходим питательный, состоящий из песка и гальки любого размера с примесью глины. Толщина слоя грунта должна быть не менее 7 сантиметров. Дополнительной минеральной подкормки не требуется, так как валлиснерия плохо переносит присутствие в воде многих неорганических ионов. 

В аквариуме валлиснерия размножается преимущественно вегетативным путём, образуя корневые отводки. Дочерние растения можно отделять после образования нескольких листьев и развития корневой системы.